# Polia tucumana
Polia tucumana là một loài bướm đêm trong họ Noctuidae.